# The Trap Door
The Trap Door is een Britse klei-animatieserie, gecreëerd door Charles Mills en Terry Brain in opdracht van Channel 4 en voor het eerst uitgezonden in 1984. 
The Trap Door speelt rond het monster Berk en zijn vriend Boni, een oude schedel, die in de kelder van een afgeleefd kasteel wonen. Dit slot bevindt zich „somewhere in the dark and nasty regions where nobody goes” (ergens in de duistere en onaangename omgevingen waar niemand heen gaat). Berk is de dienaar van de kasteelheer, die „The Thing Upstairs” (het ding op de bovenverdieping) genoemd wordt en nooit getoond wordt. Berk en Boni’s huisdier heet Drutt, een grijs wezentje met zes poten dat graag wormen eet. De titel van de reeks, The Trap Door, verwijst naar het kelderluik in de kelder, waaronder zich een afschuwelijke wereld bevindt die bevolkt wordt door afzichtelijke, meestal boosaardige monsters.

## Makers
Mills en Brain hadden een tweemansbedrijf in Bristol, genaamd CMTB Animation. Van The Trap Door werden twee reeksen gemaakt: de eerste bevat 25 afleveringen, de tweede 15. Iedere episode duurt vijf minuten. Alle stemmen, op die van Drutt na, werden door Willie Rushton ingesproken. Mills en Brain namen voor dit project Steve Box in dienst, die later voor de Aardman Studios bij Nick Park zou werken. In tegenstelling tot bij Aardman werden de stemmen niet van tevoren opgenomen; eerst werden de filmpjes gemaakt en vervolgens paste Rushton zijn spraak aan de kleifiguurtjes aan.
De producent van de serie was John Howson, met Sue Kerridge als assistent-producer. Als assistent-regisseur wordt in de aftiteling Rob Copeland vermeld. Bij de reeks hoort een single, “Don’t you open that trap door”, gecomponeerd door Bob Heatlie, die de begin- en eindtune van iedere aflevering vormt en tevens in één aflevering, waarin Berk een radio vindt, volledig afgespeeld wordt.

## Voornaamste personages
De meeste monsters kunnen niet spreken, met uitzondering van Rogg en The Splund. Sommige creaturen uit het kelderluik maken alleen toeterende geluiden, ofwel grommen ze. The Thing Upstairs wordt daarentegen enkel gehoord en komt nooit in beeld; hij schreeuwt zijn bevelen naar beneden of klaagt dat hij honger heeft of zijn pyjama heeft gescheurd. Wanneer Berk of Boni zich naar de wereld onder het luik begeven, komen ze meestal lelijke gedrochten tegen wier intenties onduidelijk zijn. De meerderheid van de wezentjes zijn echter kleine wormen, die Berk tot maaltijden voor The Thing Upstairs verwerkt.
BerkBerk is een blauw wezen dat met een accent uit het graafschap Somerset spreekt. Hij is voornamelijk kok maar knapt daarnaast ook allerhande klussen in het kasteel op. Zijn stopwoordjes zijn oh, globbits! en sniff that!. Boni is zijn beste vriend, ofschoon hij hem saai vindt. Telkenmale wanneer een monster uit het luik komt, tracht Berk er met een deegrol op te meppen. Hij gooit zijn afval meestal door het luik, totdat enkele fantomen er genoeg van hebben en hem berispen. Aan het eind van de eerste reeks neemt Berk ontslag, maar komt weer terug. Hij kookt graag met wormen, oogbollen en paddenstoelen.
BoniBoni is een menselijke schedel. Hij spreekt met een chic accent van de bovenklasse en klaagt voortdurend dat hij zich verveelt. Hij is waarschijnlijk reeds eeuwenoud, maar wil zijn leeftijd niet verklappen. Gewoonlijk staat hij in een kleine uitsparing in de kelderwand; hij kan zelf maar moeilijk bewegen aangezien hij geen lichaam heeft. Hij vindt Berks gerechten walgelijk. Wanneer Rogg hem naar de top van het kasteel meeneemt, praat Boni onophoudelijk zodat Rogg indommelt en naar beneden op Berk valt.
DruttDrutt is het huisdier. Hij spreekt met een hoog piepstemmetje maar is onverstaanbaar. Hij lijkt enigszins op een spin en eet voortdurend wormen. In de tweede reeks bevalt hij van jongen, maar hij is wel degelijk een mannelijk diertje.
RoggRogg is een groot, roze monster uit de wereld onder het luik. In de eerste aflevering waarin hij zijn opwachting maakt, blijkt dat hij kan spreken en van vissen houdt. Hij is nogal dom, maar ijzersterk, en hij eet het liefst stinkend afval. Rogg is het enige monster dat niet boosaardig is; hij helpt Drutt terug te vinden en slaat Bubo terug het keldergat in. Aanvankelijk vindt Berk hem hoogst irritant, maar gaandeweg worden ze vrienden. In de laatste aflevering lijkt het erop dat Rogg in een duel met een groot rood monster is gedood, maar hij overleeft.
The Thing UpstairsDe naamloze kasteelheer die nooit in beeld komt, heeft kennelijk meerdere tentakels, talloze ogen en een heleboel neusgaten, hij is slijmerig en hij stinkt, en hij heeft voortdurend honger. Hij kan tevens vliegen, maar is allergisch voor vliegende insecten of vleermuizen. Hij is heel agressief en gemelijk. Wanneer Berk per ongeluk zijn rust verstoort, slaat hij hem in elkaar, want „ik heb mijn schoonheidsslaapje nodig”.
BuboBubo is een monstertje dat aanvankelijk onzichtbaar is, totdat Berk een substantie genaamd ‘scunge’ naar hem slingert, waarop hij geel wordt. Bubo doet niets anders dan Berks keukengerei omverschoppen en alles vies maken. Hij ontvoert Boni naar de vijver en gebruikt hem als een drumstel.
The SplundThe Splund is een monster met een duivelse lach, dat het kasteel voor zichzelf wil innemen. Hij dreigt ermee, Boni en Drutt op te eten en maakt sarcastische opmerkingen. Berk steekt hem echter met een naald, waarop hij ontploft; „hij was niets dan hete lucht.”